# Wing and a Prayer
Wing and a Prayer. The Story of Carrier X (vaak kortweg Wing and a Prayer) is een Amerikaanse zwart-witfilm uit 1944. Het is een film uit de Tweede Wereldoorlog over de Tweede Wereldoorlog: de film speelt in 1942. Het doel van de film is een antwoord te geven op de vraag "Waar is onze marine? Waarom vecht ze niet?" die bij het Amerikaanse publiek speelde na de aanval op Pearl Harbor.
Hoewel in de aftiteling beweerd wordt dat de film op historische feiten berust, is het verhaal (over een Amerikaans vliegkampschip) geheel en al fictie: het is puur een propagandafilm. De enige historische gebeurtenis die in de film voorkomt is de slag bij Midway, maar ook deze wordt niet waarheidsgetrouw in beeld gebracht. In 1944 was het uiteraard nog zaak geen militaire geheimen te laten lekken.
De film is van enig belang vanwege de hoeveelheid authentiek militair materieel die in beeld gebracht wordt (deels archiefmateriaal, uit echte militaire actie): dit is echter wel het militair materieel uit 1944 (toen de film gemaakt werd), niet dat uit 1942 (het jaar waarin de film speelt). Zowel de Amerikanen als de Japanners vliegen met Amerikaanse toestellen. Verder is dit een vroege film van Harry Morgan, een acteur die bekendheid verwierf als de oudere kolonel Sherman Potter uit de televisieserie M*A*S*H.
De film won geen prijzen.

## Rolverdeling
| Acteur           | Personage                   |
| ---------------- | --------------------------- |
| Don Ameche       | Bingo Harper                |
| Dana Andrews     | Edward Moulton              |
| William Eythe    | Hallam "Oscar" Scott        |
| Charles Bickford | Waddell                     |
| Cedric Hardwicke | adminraal                   |
| Kevin O'Shea     | Charles "Cookie" Cunningham |
| Richard Jaeckel  | Beezy Bessemer              |
| Harry Morgan     | Malcolm Brainard            |
| Richard Crane    | Gus Chisholm                |
| Glenn Langan     | uitvoerend functionaris     |
| Renny McEvoy     | Cliff Hale                  |
| Robert Bailey    | Paducah Holloway            |
| Reed Hadley      | O'Donnell                   |
| John Kellogg     | Officier                    |
| George Mathews   | Dooley                      |
| B.S. Pully       | Flat Top                    |
| John C. Young    | Jeep bestuurder             |
| Ray Walker       | Matroos                     |